# 追擊巨怪
《追擊巨怪》（挪威語：Trolljegeren）是一部挪威電影，在2010年於挪威首映。電影情節是虛構的，卻以仿紀錄片的形式拍攝。根據電影裏的說法，這部電影是一部紀錄片，被神秘地寄送到電影公司。本來兩名沃爾達大學學院（Volda University College）的大學生托马斯、胡安娜和攝影師凱利要拍攝一套紀錄片，來揭露一名違法獵熊的獵人漢斯的惡行。但隨著調查越見深入，他們發現漢斯根本不是違法的獵人，而是政府秘密組織“巨怪防衛隊（Troll Security Team，TST）”的成員。由於巨怪們最近的行為異常地活躍，所以漢斯需要展開深入調查，以預防巨怪跨越它們的地盤並對挪威國民造成威脅。在拍攝的途中，攝影師凱利被巨怪殺死了，並需要換上新的攝影師。

## 巨怪特徵
在影片中德巨怪具備一些獨特的特徵，包括：
- 具備1000多年的壽命
- 妊娠期達到10-15年
- 剛出生時不會步行
- 有不同品種的巨怪
- 有些巨怪隨著年齡的增加，會長出第二個，甚至第三個頭，但這些頭只具備震懾作用，並沒有眼睛、腦袋。
- 巨怪幾乎無所不吃，但通常以石頭、綿羊等東西為食糧，又特別喜歡吃石炭、輪胎。
- 巨怪由於缺乏將維生素D轉化成鈣質的能力，在遭遇強光和閃光後會爆炸、鈣化或石化而死去。

## 外部連結
- 官方网站